# Budai Béla
Budai Béla (1986–) magyar dobos, aki a Leander Rising és a Bloody Roots révén vált ismertté, majd 2015-től a Moby Dick együttes tagja lett.

## Zenei pályafutása
Budai Béla 14 évesen kezdett dobolni. Korábban zongorázni és csellózni tanult. Első tanítója Németh Tamás volt, a Mini együttes dobosa. Budai 2010-től Vörös Attilával zenélt a Vulgar Display Of Cover elnevezésű Pantera tribute-zenekarban. 2011-ben csatlakozott Köteles Leander és Vörös Attila együtteséhez a Leander Risinghoz, melynek bemutatkozó albuma (Szívidomár) 2012-ben jelent meg a Sony Magyarország kiadásában.
Ugyanebben az évben jelent meg a Bloody Roots, Schmiedl Tamás (Moby Dick) gitáros szólóprojektjének második nagylemeze is, az Az ígéretek földjén, melyen szintén Budai dobolt. Mivel a két zenekar koncertjeinek összehangolása egyre nehezebben volt megoldható, végül kilépett a Bloody Rootsból. A Leander Rising második albuma 2014-ben jelent meg, Öngyötrő címmel. A népszerűség ellenére az együttes azonban elfáradt, és 2015-ben bejelentették, hogy feloszlanak.
Az együttes december végi búcsúkoncertje előtt pár héttel jelentették be, hogy Budai csatlakozott a magyar metal színtér egyik vezető zenekarához, a Moby Dickhez. 2016-ban az együttes klasszikus albumának (Kegyetlen évek) 25 éves jubileumi újravett változatát már ő dobolta fel.
Budai Béla 2017 júliusában csatlakozott a The Southern Oracle zenekarhoz, miután az együttes dobosánál, Zándoki Andrásnál rákot diagnosztizáltak. 2018 májusában a The Southern Oracle legújabb, Blind Messiah című EP-jén is ő dobolt. 2018 decemberében jelentették be, hogy Budai kilép a Moby Dick zenekarból, mert felkérést kapott, hogy a Wellhello kísérő zenekarának tagja legyen. Közben Takács "Jozzy"-val együtt csatlakozott a teljesen megújult The Hellfreaks zenekarhoz, melynek 2020-ban jelent meg a következőalbuma, majd 2021-ben a legnagyobb független metalkiadóhoz, az osztrák Napalm Recordshoz szerződtek.

## Diszkográfia
Bloody Roots
- Az ígéretek földjén (2012)

Leander Rising
- Szívidomár (2012)
- Öngyötrő (2014)

Moby Dick
- Kegyetlen évek 25 (2016)
- Terápia (2019)

The Southern Oracle
- Blind Messiah (EP, 2018)
- Hiraeth (2018)
- Exodus Aesthetic (2021)
- The Most Corruptible Souls (2023)
- Nocturnal Kingdom (EP, 2024)

Rivers Ablaze
- Blood Canvas (2020)

The Hellfreaks
- God on the Run (2020)
- Pitch Black Sunset (2023)

Toxic Twins Project
- Poisoned by Music (2023)